# Норцівка
Но́рцівка — село в Україні, у Балаклійському районі Харківської області. Населення становить 220 осіб. До 2020 орган місцевого самоврядування — Залиманська сільська рада.

## Історія
Село постраждало внаслідок геноциду українського народу, проведеного урядом СССР в 1932—1933 роках, кількість встановлених жертв у Залимані та Норцівці — 134 людей.
12 червня 2020 року, відповідно до Розпорядження Кабінету Міністрів України  № 725-р «Про визначення адміністративних центрів та затвердження територій територіальних громад Харківської області», увійшло до складу Савинської селищної територіальної громади.
19 липня 2020 року, в результаті адміністративно-територіальної реформи та ліквідації Балаклійського району, село увійшло до складу новоутвореного Ізюмського району.

## Географія
Зі сходу село Норцівка оточує сосновий ліс. За 1 км на південь протікає річка Сіверський Донець, на протилежному березі — колишнє село Ізюмське.

## Населення

### Мова
Розподіл населення за рідною мовою за даними перепису 2001 року:
| Мова       | Кількість | Відсоток |
| ---------- | --------- | -------- |
| українська | 213       | 96.82%   |
| російська  | 7         | 3.18%    |
| Усього     | 220       | 100%     |

## Також
- Перелік населених пунктів, що постраждали від Голодомору 1932-1933, Харківська область